# Гроув Сити (Пенсилванија)
Гроув Сити (енгл. Grove City) град је у америчкој савезној држави Пенсилванија.

## Демографија
По попису из 2010. године број становника је 8.322, што је 298 (3,7%) становника више него 2000. године.
| Група             | 2000.         | 2010.         |
| Белци             | 7.782 (97,0%) | 7.909 (95,0%) |
| Афроамериканци    | 51 (0,6%)     | 106 (1,3%)    |
| Азијати           | 87 (1,1%)     | 113 (1,4%)    |
| Хиспаноамериканци | 43 (0,5%)     | 95 (1,1%)     |
| Укупно            | 8.024         | 8.322         |